# Lavilletertre
Lavilletertre – miejscowość i gmina we Francji, w regionie Hauts-de-France, w departamencie Oise.
Według danych na rok 1990 gminę zamieszkiwało 540 osób, a gęstość zaludnienia wynosiła 33 osoby/km² (wśród 2293 gmin Pikardii Lavilletertre plasuje się na 507. miejscu pod względem liczby ludności, natomiast pod względem powierzchni na miejscu 158.).